# باك (نحات)

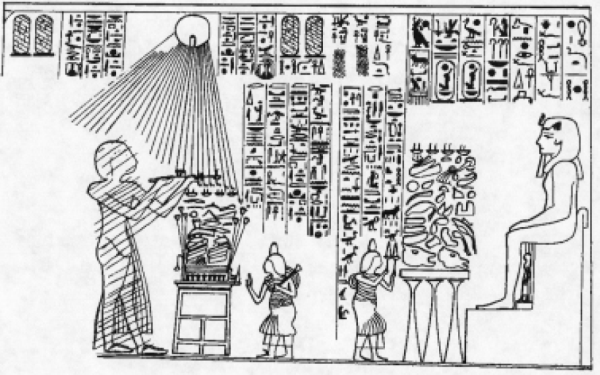
لوحة أسوان له مع والده مين.

باك (باللغة المصرية القديمة تعني "خادم") كان أول كبير للنحاتين الملكيين خلال حكم الملك أخناتون. كان والده مين يشغل نفس المنصب تحت حكم والد أخناتون، أمنحتب الثالث؛ وكانت والدته روى امرأة من هليوبوليس.
نشأ باك في هليوبوليس، وهو مركز عبادة مهم للإله الشمس رع. الأمير الشاب أمنحتب (الذي أصبح الملك أخناتون) كان لديه قصر هناك، ومن المحتمل أن تكون معتقداته الدينية قد تشكلت جزئيًا من تعاليم هليوبوليس. تبع باك سيده إلى أخيتاتون، المدينة التي أسسها أخناتون. أشرف على بناء تماثيل المعبد الكبير للملك وفتح محاجر الأحجار في أسوان وجبل السلسلة، حيث تم نقل الحجارة.
لوحة وجدت في أسوان، صنعت حوالي السنة التاسعة من حكم أخناتون، تظهر مين وابنه باك مع الفراعنة الذين يخدمونهم. على الجانب الأيمن، يظهر مين أمام تمثال أمنحتب الثالث. التمثال هو على الأرجح واحد من تماثيل الملك الضخمة التي صنعها مين. يعكس هذا الجانب من اللوحة الأسلوب الفني التقليدي للأسرة الثامنة عشرة، والدليل الوحيد على فترة العمارنة هو حذف اسم "أمنحتب" واستبداله بلقب العرش "نب ماعت رع" لتجنب ذكر الإله آمون، حيث كان عباده محظورًا. على الجانب الأيسر من اللوحة، يظهر باك أمام أخناتون الذي يقدم قرابين لإلهه آتون؛ ووفقًا للنقش، فإن المشهد المرسوم يحدث في معبد آتون الكبير. من السمات المميزة لصور فترة العمارنة أن أشعة آتون تنتهي بأيدٍ. تم فيما بعد نحت اسمي آتون وأخناتون.
على اللوحة، يذكر باك أنه "المتدرب الذي علمه جلالته". من المحتمل أنه أشرف على صنع التماثيل التي تظهر أخناتون وعائلته بأسلوب طبيعي للغاية، مخالفًا للأسلوب المثالي الذي كانت تتطلبه التقاليد.
لوحة (الآن في برلين) تظهر باك مع زوجته تحرت. من الممكن أن يكون هذا أول بورتريه شخصي في التاريخ. يشير نقش هذه اللوحة أيضًا إلى تعليمه بواسطة أخناتون. رسم لأخناتون، يظهر الملك وآتون ومن المحتمل أن يكون قد صنع في السنوات الأولى من حكمه، ربما يكون عمل باك. يظهر هذا الرسم آتون مع رجل برأس صقر، وهو ما كان يعتبر سمة من سمات رع.
بعض النحاتين الآخرين من فترة العمارنة معروفون أيضًا بالاسم، بما في ذلك تحتمس ويوتي، نحات الملكة تيي.

## روابط خارجية
- معلومات وصور